# Kellanova

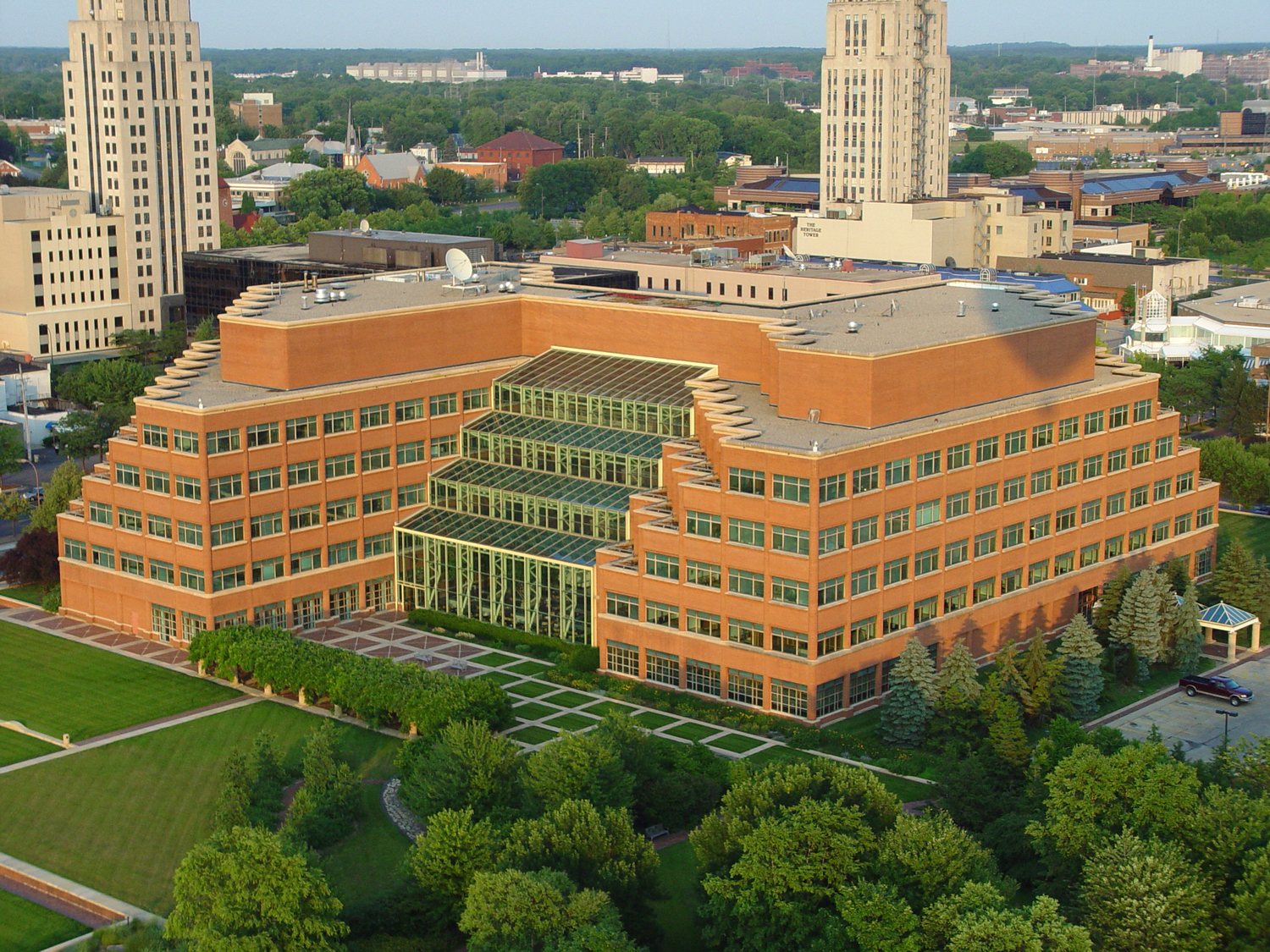
Firmensitz der ehemaligen Kellogg Company in Battle Creek

Kellanova, früher Kellogg Company (auch Kellogg’s), ist ein weltweit tätiges Unternehmen der Lebensmittelindustrie mit Fokus auf Snacks und Getreideprodukte. Das Unternehmen wurde 2023 umbenannt, während ein Unternehmensteil als WK Kellogg abgespalten wurde. Es unterhält Produktionsstätten in siebzehn Ländern. Der Konzern geht zurück auf das 1906 von Will Keith Kellogg in Battle Creek, Michigan, gegründete Unternehmen. Im Jahr 1894 war Kellogg zusammen mit seinem Bruder John Harvey Kellogg die Herstellung der ersten Cornflakes gelungen.

## Geschichte

### Die Anfänge
Ein Zufall führte zur Gründung des späteren Lebensmittel-Weltkonzerns in Battle Creek, Michigan: 1866 gründeten die beiden Siebenten-Tags-Adventisten James und Ellen G. White hier ein Sanatorium. Es war eine Einrichtung auf der Basis von Naturheilkunde bei gleichzeitiger Umsetzung von Glaubensgrundsätzen; Verzicht auf Fleisch, Alkohol, Tabak und Kaffee, Betonung der Heilkraft von Frischluft und Sonne standen im Vordergrund. John Harvey Kellogg (1852–1943) hatte im Jahr 1876 als frisch promovierter Arzt dort die Leitung übernommen (und es in Battle Creek Sanitarium umbenannt). John Harvey verschaffte seinem jüngeren Bruder Will Keith Kellogg (1860–1951) eine Arbeit im Sanatorium.
Gemäß der Zielsetzungen der beiden Gründer des Sanatoriums war der Verzehr von Fleisch untersagt, das Grundlebensmittel war daher überwiegend Brot. Die beiden Kellogg-Brüder begannen nach Alternativen zu suchen, experimentierten im Labor des Sanatoriums. Als sie im Jahr 1894 erneut Versuche durchführten, blieb eines Tages rein zufällig gekochter Weizen, mit dem man einen Teig hatte zubereiten wollen, über Nacht stehen. Am nächsten Morgen experimentierte man mit den inzwischen stark aufgequollenen Weizenkörnern weiter, presste sie durch Rollen, entschloss sich anschließend, die flach ausgewalzten Körner durch Wärme zu trocknen. Das Ergebnis waren dünne, knusprige Weizen-Flocken. Die Patienten, denen man das neue Produkt – mit etwas Salz gewürzt – versuchsweise servierte, waren so sehr begeistert, dass viele, als sie entlassen wurden, nachfragten, ob man ihnen die Granose – wie das neue Produkt zunächst genannt wurde – zusenden könne. So gründeten die Brüder 1897 ein kleines Unternehmen – die Sanitas Food Company – um das Produkt weiterzuentwickeln und einen Versandhandel für ehemalige Patienten aufzuziehen.
Will Keith Kellogg hatte inzwischen weiterexperimentiert und eine auf Mais-Basis beruhende, besser schmeckende Variante des Produkts entwickelt. Anders als sein Bruder hatte Will Keith sehr viel weiter reichende Pläne und wollte ein großes Unternehmen aufbauen, von dem aus das neue Lebensmittel an die wachsende Kundschaft verschickt werden sollte.
Kellogg hatte das Beispiel des Charles William Post (1854–1914) vor Augen. Post war Patient des Sanatoriums gewesen und hatte während seines Aufenthaltes dort Einblick in den Herstellungsprozess des neuartigen Lebensmittels bekommen. 1895 gründete Post die Postum Cereal Company, wo er Kaffee-Ersatz und Frühstücksflocken herstellte, und wurde später Millionär.
Die Gewinnspannen im Frühstücksflocken-Geschäft waren enorm: Ein schlichter Herstellungsprozess und einfallsreiche Werbung verwandelten billige Getreidekörner in teure Gesundheitsnahrung. Binnen kurzem fand C. W. Post zahlreiche Nachahmer. In einer Art Gründungsboom schossen in Battle Creek mehr als 40 Frühstücksflocken-Produzenten aus dem Boden. Will Keith Kellogg setzte sich zum Ziel, sie zu übertreffen, und gründete 1906 die Battle Creek Toasted Cornflake Company.
Die Produktion betrug anfänglich nicht mehr als 1000 Packungen pro Tag. Doch schon ein Jahr später stellten inzwischen 300 Mitarbeiter rund 4000 Cornflakes-Boxen pro Tag her. Das Unternehmen wuchs schnell, wozu umfangreiche und geschickte Werbekampagnen maßgeblich beitrugen. 1909 erreichte die Produktion bereits mehr als 120.000 Packungen.
Schon früh versuchte W. K. Kellogg die Konsumenten an seine Produkte zu binden, versah die Kartons seiner Cornflakes mit dem Schriftzug Kellogg’s und ließ in Werbekampagnen verbreiten, ausschließlich Produkte mit diesem Aufdruck seien The Original.
Um mit dem wachsenden Markt Schritt zu halten, und auch, um auf die wandelnden Ernährungsgewohnheiten der Konsumenten einzugehen, wurde die Produktpalette ständig erweitert (Kellogg’s Bran Flakes 1915, Kellogg’s All-Bran 1916) und neuartige Verpackungen (Waxtite wrappers) sowie Marketingstrategien entwickelt. Kellogg umwarb auch seine jungen Kunden. Wer mehr als zwei Schachteln seiner Cornflakes kaufte, bekam das Funny Jungleland Moving Picture Book: ein buntes Bilderbuch mit kostümierten Tieren, das eine Gesamtauflage von 43 Millionen erreichte.
1914 begann – mit der Gründung einer Kellogg-Niederlassung in Kanada – die internationale Expansion des Unternehmens.

### 1920er Jahre
1922 wurde die Battle Creek Toasted Cornflake Company umbenannt und erhielt den Namen Kellogg Company.
Das Unternehmen expandierte ständig weiter: Kelloggs-Produkte wurden auf den englischen Markt gebracht. 1924 wurde eine Niederlassung in Sydney gegründet, um den australischen Markt zu erschließen.
Es wurden neue Produkte entwickelt: 1923 kamen Kellogg’s Pep (mit Vitaminen angereicherte Weizen-Flocken) auf den Markt, 1928 Kellogg’s Rice Krispies. Während der Großen Depression musste auch die Kellogg Company ihre Produktion zurückfahren. Es wurde jedoch vermieden, Beschäftigte zu entlassen. Man verteilte die Arbeit um. Statt wie bis dahin in drei Schichten, begann man in vier Schichten zu arbeiten, von denen jede sechs Stunden dauerte. Das brachte – aufgrund der geringeren Gesamtarbeitszeit – natürlich Einkommensverluste für die Mitarbeiter mit sich, es gab jedoch keine Entlassungen.
1929 legte W. K. Kellogg die Geschäftsführung der Kellogg Company nieder, blieb aber bis 1946 im Vorstand des Unternehmens.

### 1930er Jahre
Kellogg gab große Summen aus, um Menschen durch Werbung zu beeinflussen und sie so für seine Produkte zu gewinnen. 1931 war das Jahr, in dem das Radio in den USA große Verbreitung fand, und Kellogg wusste dieses neue Medium für seine Zwecke zu nutzen; er ließ in diesem Jahr drei Millionen Dollar in die Werbung fließen. Man sponserte Radio-Sendungen wie The Singing Lady – Irene Wicker, die von NBC ausgestrahlt wurde, oder Howie Wing (über die Abenteuer eines jungen Piloten).
Mit dem sich dann schnell ausbreitenden Fernsehen ließen sich die „Botschaften“ noch schneller und intensiver transportieren.
Gerald Carson schreibt in seinem Buch Cornflake Crusade (Der Cornflake-Kreuzzug): “In television they have found the ideal medium for instructing American youth in their breakfast duty.” (deutsch: „Mit dem Fernsehen haben sie das ideale Medium gefunden, um der amerikanischen Jugend beizubringen, welche Pflicht sie beim Frühstücken hat.“)
Und Howard M. List, Werbe-Manager bei Kellogg, beschrieb sehr klar, welche Funktion und Bedeutung er der TV-Werbung beimaß: “With television, we can almost sell children our product before they can talk. They know who the TV heroes are before they can talk full sentences. In the old days, children ate what their mothers bought, now the kids tell their mothers what to buy.” (deutsch: „Mit dem Fernsehen können wir den Kindern unsere Produkte schon verkaufen, noch bevor sie sprechen gelernt haben. Sie kennen ihre TV-Helden, noch bevor sie ganze Sätze sprechen können. Früher haben die Kinder das gegessen, was ihre Mütter eingekauft haben, heute sagen die Kinder ihren Müttern, was sie einkaufen sollen.“)
1938 eröffnete Kellogg ein Werk in Manchester (Großbritannien).

### 1950er Jahre
Am 6. Oktober 1951 starb Will Keith Kellogg, der Gründer der Kellogg Company, im Alter von 91 Jahren.
Auch im Verlauf der 1950er Jahre wurden ständig neue Produkte auf den Markt gebracht: Kellogg’s Corn Pops, Kellogg’s Frosted Flakes, Kellogg’s Sugar Smacks, Kellogg’s Cocoa Krispies und Kellogg’s Special K.
Das Unternehmen Kellogg gehörte zu den Pionieren im Werbefernsehen. Neueste farbpsychologische Erkenntnisse wurden genutzt, um die Verpackungen der Produkte zu gestalten. Berühmte Illustratoren und Comic-Zeichner – wie etwa Norman Rockwell – wurden herangezogen, um typische Kellogg’s-Figuren wie z. B. Tony the Tiger, der 1952 „die Bühne betrat“, zu entwerfen. 1956 wurde das Kellogg’s-Werbelied Doing the Flake zu einem Hit. Kinder fanden bald, je nach Mode, Modellautos oder Dinosaurier in den Cornflakes-Schachteln, Sportstars waren auf den Außenseiten der Schachteln abgebildet. Die massiven Werbekampagnen zeigten Wirkung, verwiesen Konkurrenten auf die hinteren Plätze, selbst dann, wenn ihre Flocken in Blindtests besser schmeckten und knuspriger waren als die Kellogg’s-Produkte.
Und so wuchs das Unternehmen beständig weiter. 1952 wurde ein neues Werk in San Leandro, Kalifornien eröffnet. 1954 erfolgte eine 7 Millionen Dollar teure Erweiterung des Hauptwerks in Battle Creek um 13.000 Quadratmeter. 1956 wurde ein großes Lager- und Versandgebäude am Hauptwerk errichtet. Hier wurden die in der Produktion verwendeten Rohmaterialien – wie Zucker, Reis, Kleie, Rosinen, Malz-Sirup, Verpackungsmaterial – gelagert und die im Werk gefertigten Produkte versandt.
1959 wurde ein Werk in Memphis, Tennessee eröffnet. International wurden Werke in Mexiko (1951) und Neuseeland eröffnet.

### 1970er Jahre
In den 1970er Jahren gab es mehrere wichtige Unternehmensübernahmen durch die Kellog Company: 1970 Fearn International, Franklin Park, Illinois (Soja-Produkte), 1976 die Sparte Mrs. Smith's der Schwan Food Company, Marshall, Minnesota, und 1977 Pure Packed Foods.

### Neuere Entwicklung
2000 übernahm Kellogg die Kashi Company in La Jolla, Kalifornien. Die Kellogg Company wurde neu organisiert und strukturiert: Sie wurde in zwei „Divisionen“ („Geschäftsbereiche“) aufgeteilt: Kellogg USA und Kellogg International. 2001 übernahm Kellogg die Keebler Foods Company in Elmhurst, Illinois, einen führenden Hersteller von Gebäck/Backwaren mit rund 13.000 Beschäftigten – mit 4,56 Milliarden Dollar die bis dahin größte Übernahme in der Firmengeschichte.
2001 überholte General Mills Kellogg und wurde die Nummer 1 der Cerealien-Produzenten.
Im November 2005 wurde der bisherige Vorstands- und Aufsichtsratsvorsitzende der Kellogg Company, Carlos Gutiérrez, von US-Präsident George W. Bush zum Wirtschaftsminister ernannt und legte seine Ämter bei Kellogg nieder. Nachfolger wurde der am 15. Mai 1946 in Chicago geborene James M. Jenness, der in seiner Zeit bei der Werbeagentur Leo Burnett für fast sämtliche Marken der Kellogg Company Werbekampagnen durchführte.

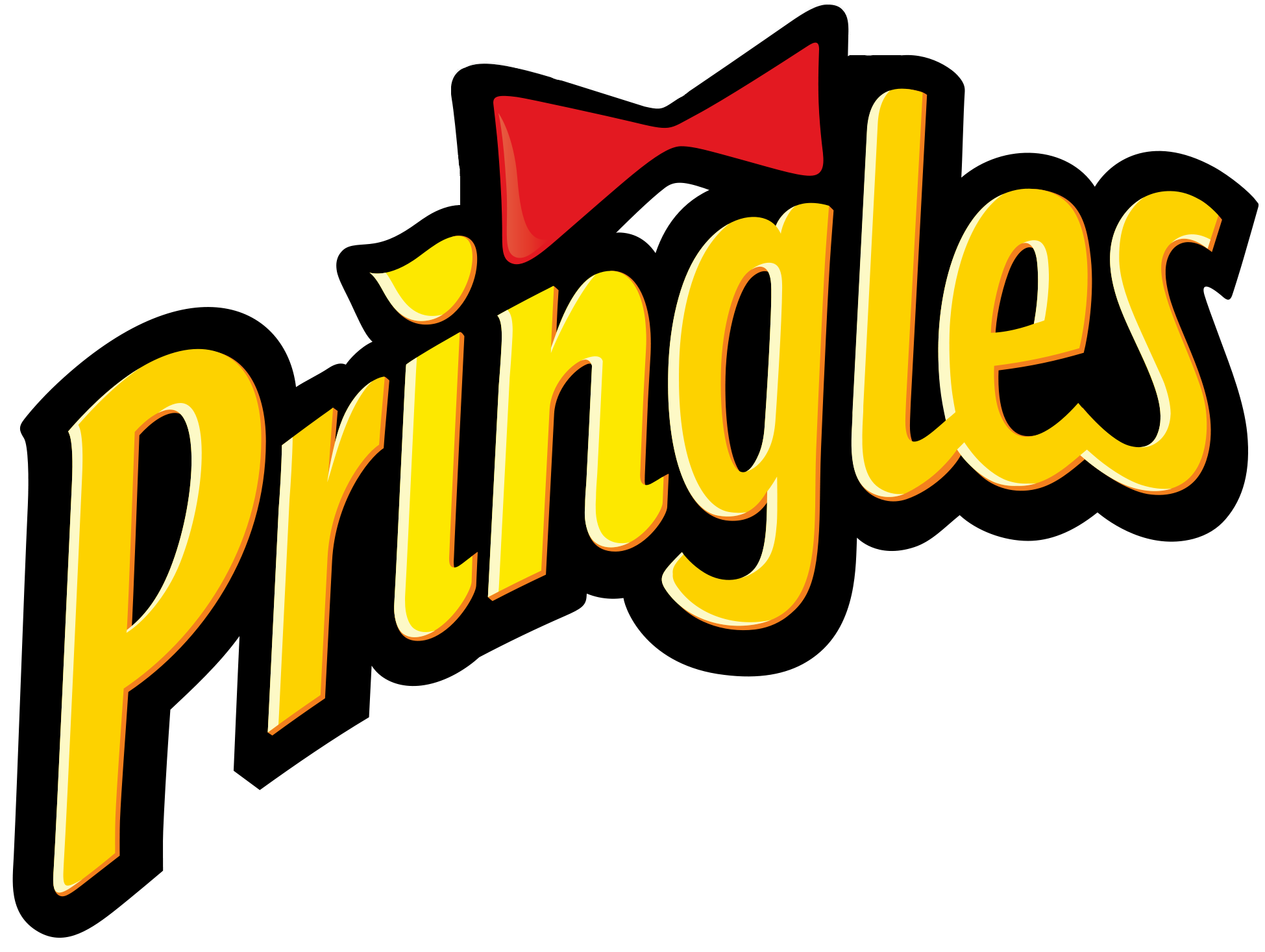
Pringles-Schriftzug

2012 übernahm die Kellogg Company die Chips-Marke Pringles von Procter&Gamble.
Heute hat die Kellogg Company rund 25.000 Beschäftigte in 17 Produktionsstätten, Geschäftsstellen in 160 Ländern und stellt mehr als 50 verschiedene Getreideprodukte her, die in 180 Ländern der Erde verkauft werden.
Der Jahresumsatz der Kellogg Company beträgt über 10 Milliarden US-Dollar.
Im September 2016 beteiligte sich Kellogg’s mit 51 % am Tiroler Müsliproduzenten Vita+ Naturprodukte GmbH mit Sitz in Langkampfen, der unter der Marke Verival biologische Naturprodukte (Müsli, Flocken und anderes) im deutschsprachigen Raum vermarktet.

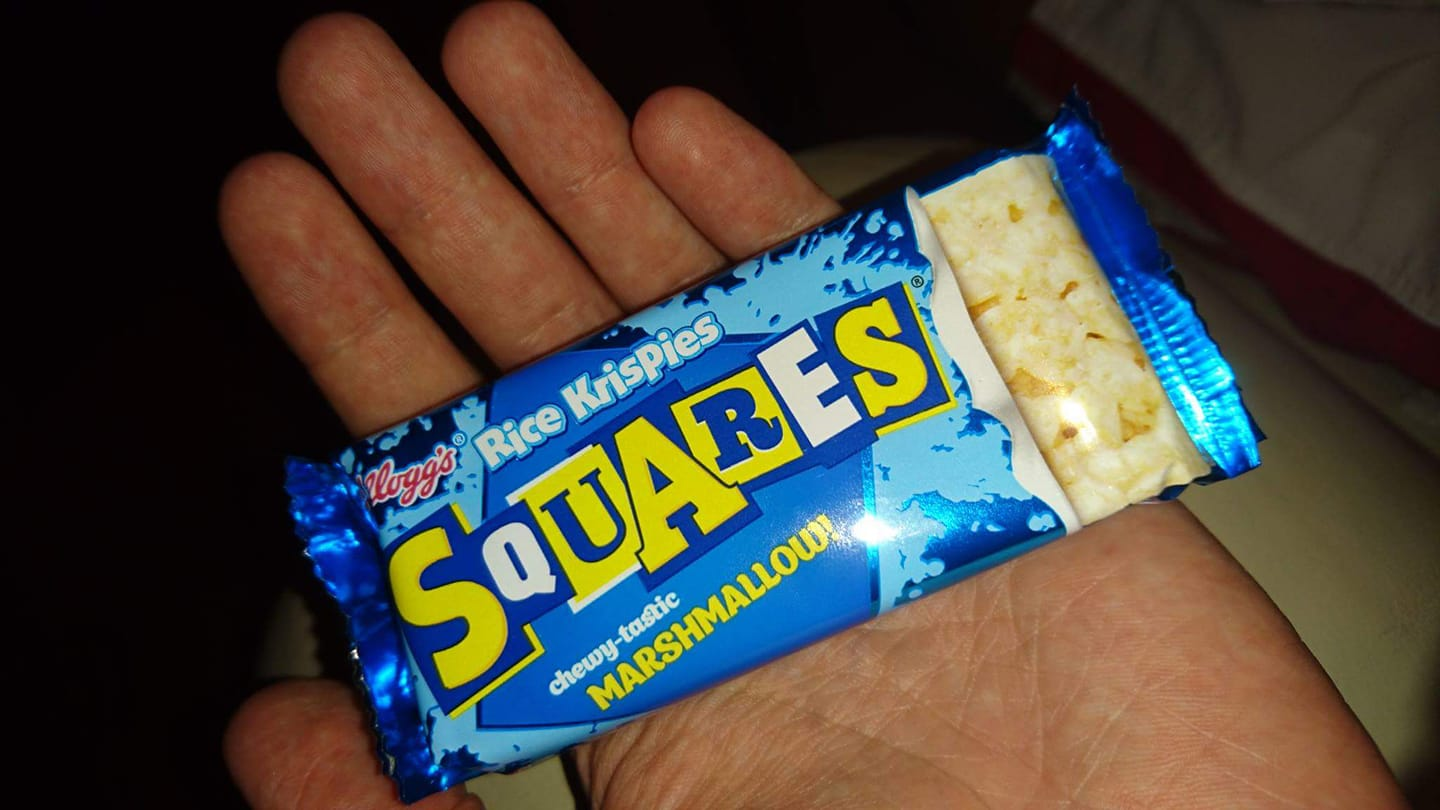
Kelloggs Rice Krispies Squares aus England

Im Oktober 2016 kündigte Kellogg’s an, sein einziges deutsches Werk in Bremen zu schließen, was im Juni 2018 endgültig geschah. Begründet wurde dies mit Volumenrückgang und nicht ausgelasteten Anlagen.
Im Oktober 2021 streikten über tausend Angestellte von vier Kellogg-Fertigungsstätten in den Vereinigten Staaten für höhere Löhne. Kellogg entließ nach gescheiterten Verhandlungen mit der Gewerkschaft BCTGM im Dezember alle streikenden Arbeiter und schrieb deren Stellen aus. Das Unternehmen hatte im Verlauf der Gespräche mit einer Verlegung von Arbeitsplätzen ins benachbarte Mexiko gedroht, sollte die Gewerkschaft einem Angebot seitens Kellogg nicht zustimmen. Zudem klagte Kellogg gegen die Gewerkschaft. In der Folge gingen mehrere Boykottaufrufe viral.
Mit Wirkung Anfang Oktober 2023 spaltete sich das Unternehmen in zwei Teilkonzerne auf, die beide an der Börse notiert sind und beide die Marke Kellogg’s weiter verwenden: Der traditionelle Geschäftsbereich mit Cerealien in Nordamerika wurde in die neue WK Kellogg Co abgetrennt. Die bisherige Kellogg Company, in Kellanova umbenannt, führt seither das weltweite Geschäft mit Snacks, Cerealien, Nudeln, pflanzenbasierten Lebensmitteln sowie das nordamerikanische Tiefkühlgeschäft.
Im August 2024 schloss der Süßwarenhersteller Mars eine verbindliche Vereinbarung zur Übernahme von Kellanova für etwa 36 Milliarden US-Dollar. Die US-Kartellbehörden genehmigten die Übernahme im Juni 2025, die Europäische Kommission dagegen leitete eine umfassende Untersuchung der geplanten Transaktion ein, da sie aufgrund dann größerer Verhandlungsmacht von Mars gegenüber Einzelhändlern Preiserhöhungen für Verbraucher befürchtet. Sieht die EU-Kommission ihre Bedenken bestätigt, kann sie die Übernahme untersagen oder Ausgleichsmaßnahmen verlangen, beispielsweise den Verkauf anderer Sparten.
Für die Entscheidung besteht eine Frist bis Ende Oktober 2025. Mars erwartet nunmehr einen Abschluss bis Jahresende 2025, zuvor war er für die erste Jahreshälfte erwartet worden.
Im Juli 2025 gab der italienische Süßwarenhersteller Ferrero eine verbindliche Vereinbarung zur Übernahme der WK Kellogg Co für 3,1 Milliarden Dollar bekannt. Die Transaktion soll, wenn die noch ausstehenden Genehmigungen erteilt werden, in der zweiten Jahreshälfte 2025 abgeschlossen sein.

## Kellogg Deutschland GmbH

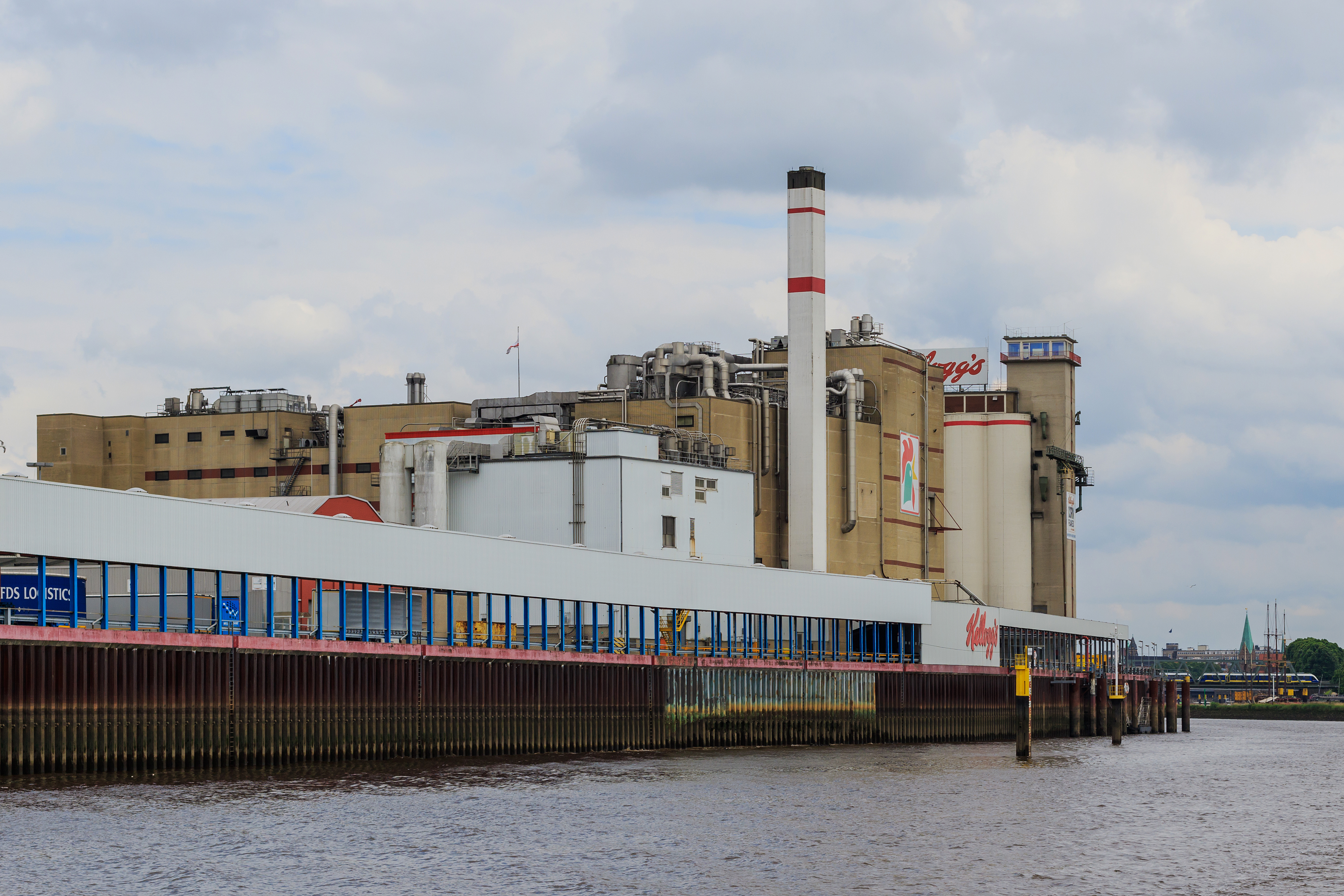
Anlagen von Kellogg’s in Bremen an der Weser

1928 wurden Kellogg’s Corn Flakes erstmals in Deutschland angeboten. Verschiedene Vertriebspartner importierten das neuartige Produkt nach Deutschland. Am 20. Juni 1929 erschien erstmals eine Anzeige für Kellogg’s Corn Flakes in der Zeitschrift Gartenlaube. Geschaltet wurde die Anzeige von der Hamburger Importfirma Otto K. A. Trende.
Auch nach dem Zweiten Weltkrieg lief der Verkauf in Deutschland bis 1961 über verschiedene Importeure und Vertriebspartner. 1962 übernahm die Reis- und Handels-AG in Bremen den Vertrieb der Kellogg-Produkte. Noch im selben Jahr erwarb Kellogg Anteile an dieser Firma. Nur ein Jahr später, 1963, wurde die Kellogg Deutschland GmbH in Bremen gegründet und in Deutschland eine eigene Produktionsstätte für Cerealien aufgebaut.
Der Standort Bremen wurde in den folgenden Jahren ausgebaut. 1989 wurde ein Distributionszentrum mit einer Gesamtkapazität von etwa 33.000 Palettenstellplätzen errichtet. Das vollautomatische, computergesteuerte Hochregallager war zur Zeit seiner Fertigstellung das größte und modernste in Europa. Im Juni 2018 wurde das Werk Bremen geschlossen. Der jetzige deutsche Stammsitz von Kellogg’s ist in Hamburg.
Chronologie der Einführung von Kellogg’s Produkten in Deutschland

Logo Kellogg’s Original Cornflakes (älter)

- 1928 Erster Verkauf von Kellogg’s Corn Flakes
- 1962 Reis Knusperle (später Rice Krispies, Vertrieb in Deutschland und Österreich 2014 eingestellt)
- 1963 Honigpops (die heutigen Smacks)
- 1965 Cornfrost (seit 1974 Frosties)
- 1971 Cornpops (seit 2001 Pops)
- 1974 Special K
- 1981 Cocopops (seit 2002 Chocokrispies)
- 1982 Crunchy Nut Cornflakes
- 1984 Müslix
- 1988 Toppas und Chocos
- 1992 Froot Loops und Chombos
- 2002 Smacks Choco Tresor (seit 2010 Tresor)
- 2003 Honey Loops, Special K Red Fruit und Special K Choco
- 2004 Froot Loops und Frosties mit weniger Zucker
- 2005 Froot Loops mit weniger Zucker, Choco Krispies XXL, Choco Krispies Chruncher, Special K Black Berry und Kellogg’s DayVita
- 2006 Choco Krispies Röhrchen
- 2007 Special K Apricot Fruit,  Special K Strawberry Choco und DayVita Apfel und Feige
- 2008 Zimz (seit 2011 Kringelz)
- 2018 W.K. Kellogg (verschiedene Sorten, z. T. auch bio und vegan)[18]

## Kritik und Kontroversen

### Übermäßige Anreicherung
Um das Image ihrer Produkte als vermeintlich gesunde Alternative zu einem regulären Frühstück zu fördern, reichert Kellogg seine Cornflakes in Deutschland seit den 1970er Jahren mit künstlich hergestellten Vitaminen und Mineralsalzen teilweise in hohen Dosen an. Dabei werden die Packungsangaben oft sogar noch deutlich übertroffen. Forscher warnen seit längerem, dass ein übermäßiger Konsum dieser angereicherten Nahrungsmittel gesundheitlich negative Folgen haben kann. Insbesondere der hohe Eisengehalt sei unnötig und sogar gefährlich, so wurde bei Menschen mit erblich bedingtem Eisen(II)-Ionen-Überschuss ein höheres Risiko für Herzinfarkt, Diabetes und Tumorerkrankungen beobachtet. Ähnliche Folgen durch überhöhte Eisen(II)-Ionen-Zufuhr werden auch für gesunde Menschen vermutet.
Anfang 2000 verbot die norwegische Regierung aufgrund dieser Erkenntnisse die Einfuhr von Kellogg’s-Produkten nach Norwegen. Der EFTA-Gerichtshof erklärte dieses Verbot jedoch für unzulässig.

### Übermäßiger Zuckerzusatz
Immer wieder wurde an Kellogg-Produkten übermäßiger Zuckerzusatz kritisiert – gerade im Hinblick auf Kinder als Zielgruppe. Die WHO empfiehlt einen Zuckergehalt von höchstens 15 %. Hingegen enthalten z. B. Kellogg's Smacks 43 Gramm Zucker pro 100 Gramm.